# Felipe Cornejo
Felipe Eliud Cornejo Mayora (Concepción, Chile; 6 de junio de 1984) es un entrenador de fútbol chileno, actualmente dirige a Provincial Ovalle de la Segunda División Profesional de Chile.

## Estadísticas

### Como entrenador
Datos actualizados al último partido dirigido el 2 de agosto de 2025.
| Club                  | País  | Año       | PJ  | PG  | PE | PP | Rendimiento |
| --------------------- | ----- | --------- | --- | --- | -- | -- | ----------- |
| Naval                 | Chile | 2014-2016 | 43  | 19  | 10 | 14 | 51.94%      |
| Fernández Vial        | Chile | 2017-2018 | 28  | 16  | 9  | 3  | 67.85%      |
| Independiente         | Chile | 2018      | 30  | 10  | 11 | 9  | 45.55%      |
| San Marcos de Arica   | Chile | 2019      | 28  | 15  | 7  | 6  | 61.9%       |
| Independiente         | Chile | 2020-2021 | 15  | 6   | 4  | 5  | 48.89%      |
| Deportes Puerto Montt | Chile | 2021      | 31  | 13  | 12 | 6  | 54.84%      |
| Rangers               | Chile | 2022      | 24  | 10  | 5  | 9  | 48.61%      |
| Iberia                | Chile | 2023      | 13  | 3   | 3  | 7  | 30.77%      |
| Deportes Puerto Montt | Chile | 2023      | 12  | 3   | 5  | 4  | 38.89%      |
| Deportes Concepción   | Chile | 2024      | 11  | 6   | 2  | 3  | 60.61%      |
| Provincial Ovalle     | Chile | 2024-act. | 24  | 14  | 5  | 5  | 65.27%      |
| Total                 | Total | Total     | 259 | 115 | 73 | 71 | 53.8%       |

## Palmarés
| Título           | Equipo     | País  | Año  |
| ---------------- | ---------- | ----- | ---- |
| Segunda División | San Marcos | Chile | 2019 |

- Datos: Q109353898